# Cymatosaurus
Cymatosaurus là một chi thằn lằn cổ rắn, được Fritsch mô tả khoa học năm 1894.